# Lisa Ingram
Lisa Ingram (Fort Lauderdale, 14 luglio 1964) è un'ex cestista statunitense.

## Carriera
Con gli Stati Uniti ha disputato i Campionati mondiali del 1983.